# Nomenklator (kryptologia)
Nomenklator – system utajniania tekstów stosowany od początku XV do połowy XIX wieku. Składał się z dwóch elementów: alfabetu szyfrowego (będącego podstawą dla szyfru podstawieniowego, przyporządkowującego każdej pojedynczej literze tekstu jawnego inną literę) i kodu, czyli listy sylab lub słów (a nawet całych często występujących zwrotów) i odpowiadających im zamienników – liczb kilkucyfrowych lub zestawów kilku losowo wybranych liter.
Utajnienie tekstu jawnego polegało na zastąpieniu jego składników zamiennikami z nomenklatora (słowa tego używano również na określenie samej listy zamienników). Dzięki umieszczeniu w części kodowej często stosowanych sylab, słów i zwrotów, w tekście zaszyfrowanym zupełnie zacierała się struktura tekstu jawnego. Kryptoanalityk, widząc grupę cyfr lub liter nie wiedział, czy ma do czynienia z literą, sylabą, czy nawet całym zdaniem.
Za wzorzec nomenklatora uważa się zestaw kluczy do tajnej korespondencji sporządzony pod koniec XIV wieku przez Gabrielego di Lavinde, sekretarza antypapieża Klemensa VII.
Mimo pozornej pewności zabezpieczenia tekstu zaszyfrowanego wczesne nomenklatory miały słaby punkt. Odkrył go w połowie XVII w. Antoine Rossignol – główny kryptolog francuskich królów Ludwika XIII i Ludwika XIV.

Nomenklatory były tworzone w postaci tzw. zapisu równoległego – zarówno lista liter (sylab, słów) jak lista ich zamienników rosły w porządku alfabetycznym (albo – w przypadku zamienników liczbowych – w porządku numerycznym). Powodem była chęć uproszczenia odczytywania zaszyfrowanych tekstów. Nomenklatory zawierały setki, a nawet tysiące zamienników (nomenklator rosyjski z XVIII w. – ponad 2000). Wyszukiwanie ich na przypadkowo ułożonej liście wydawało się praktycznie niewykonalne. Rossignol stwierdził, że zapis równoległy jest wielką słabością nomenklatora – przewidując brzmienie składników tekstu jawnego można je z dużym prawdopodobieństwem zidentyfikować (np. zamiennik słowa Encyklopedia na pewno będzie się w nomenklatorze znajdował przed zamiennikiem słowa Wikipedia).
Efektem tego odkrycia było powstanie nomenklatora dwuczęściowego (dotychczasowe zaczęto w związku z tym nazywać jednoczęściowymi). Teraz składał się on z dwóch list:

– ułożonej alfabetycznie listy liter (sylab, słów, zdań) i ich zamienników – tym razem przypisanych losowo i bez żadnego porządku;

– listy zamienników – ułożonej alfabetycznie lub numerycznie – i odpowiadających im składników tekstu jawnego.
Podstawowa wada nomenklatora została usunięta i był on stosowany nadal. Pozostała jednak wada niemożliwa do usunięcia – zdobycie przez przeciwnika choć jednego egzemplarza nomenklatora wymuszało wymianę list we wszystkich miejscach, gdzie  był stosowany (tajne kancelarie, ambasady, siedziby sztabów wojskowych itp). A sporządzenie, wielokrotne skopiowanie i bezpieczne rozprowadzenie nowej listy (a właściwie dwóch list) było ogromnym zadaniem logistycznym. Do tego w XIX wieku wprowadzenie telegrafu spowodowało dążenie do jeszcze większej redukcji ilości znaków tekstu zaszyfrowanego. Ideałem był system, w którym jeden znak byłby zastępowany również przez jeden znak ze znikomą możliwością jego rozszyfrowania. Wymagania te zdawał się spełniać szyfr Vigenère’a, przez lata uznawany za niemożliwy do złamania. I to on zastąpił nomenklator w tajnej korespondencji w połowie XIX wieku.